# Станево (Болгария)
Станево (болг. Станево) — село в Болгарии. Находится в Монтанской области, входит в общину Лом. Население составляет 357 человек.

## Политическая ситуация
В местном кметстве Станево, в состав которого входит Станево, должность кмета (старосты) исполняет Пламен Благоев Митков (партия АТАКА) по результатам выборов правления кметства.
Кмет (мэр) общины Лом — Пенка Неделкова Пенкова (независимый) по результатам выборов в правление общины.